# Éther diméthylique de cannabidiol
L'éther diméthylique de cannabidiol est un composant à l'état de trace du cannabis qui peut également être fabriqué synthétiquement. C'est un inhibiteur puissant et sélectif de l'enzyme 15-lipoxygénase et inhibe l'oxygénation de l'acide linoléique, un processus impliqué dans le développement de l'athérosclérose,.

## Sources et références
1. ↑  « Cannabidiol-2',6'-dimethyl ether, a cannabidiol derivative, is a highly potent and selective 15-lipoxygenase inhibitor », Drug Metabolism and Disposition, vol. 37, no 8,‎ août 2009, p. 1733–7 (PMID 19406952, DOI 10.1124/dmd.109.026930).
2. ↑  Shuso Takeda et al., « Cannabidiol-2',6'-dimethyl ether as an effective protector of 15-lipoxygenase-mediated low-density lipoprotein oxidation in vitro », Biological & Pharmaceutical Bulletin, vol. 34, no 8,‎ 2011, p. 1252–6 (PMID 21804214, DOI 10.1248/bpb.34.1252).